# HD 10360
HD 10360 (p Eridanus) é uma estrela binária na direção da Eridanus. Possui uma ascensão reta de 01h 39m 47.24s e uma declinação de −56° 11′ 47.2″. Sua magnitude aparente é igual a 5.76. Considerando sua distância de 27 anos-luz em relação à Terra, sua magnitude absoluta é igual a 6.21. Pertence à classe espectral K0V.